# Lánský luh
Lánský luh este o arie protejată (arie specială de conservare — SAC, sit de importanță comunitară — SCI) din Republica Cehă întinsă pe o suprafață de 32,14 ha, integral pe uscat.

## Localizare
Centrul sitului Lánský luh este situat la coordonatele 50°19′16″N 17°03′59″E / 50.321111°N 17.066389°E.

## Înființare
Situl Lánský luh a fost declarat sit de importanță comunitară în noiembrie 2009 pentru a proteja un număr necunoscut de specii din flora spontană și fauna sălbatică aflate în arealul zonei. Situl a fost protejat și ca arie specială de conservare în iunie 2017.

## Biodiversitate
Situată în ecoregiunea continentală, aria protejată conține 1 habitat natural: Păduri de stejar și carpen Galio-Carpinetum.
La baza desemnării sitului se află un număr nedeclarat de specii protejate.